# Flipante Noa
Flipante Noa (estilizado como FL!PANTE NOA) es una serie de televisión juvenil española de Disney Channel, estrenada el 28 de septiembre de 2019, creada por Eduardo Galdo, Juan Apolo y Salvador Perpiñá. Producida por Galdo Media, en coproducción con Disney Channel Italia y Disney Channel España.
En esta serie también se habla de conciencia social, ecología, justicia, respeto a los demás y se enseña a no ser envidioso, entre otros temas. Además, pone en valor lo nuevo y lo antiguo.
El reparto protagonista está formado por Virginia Cárdenas, Diego Poch, Carla Scirpo, Beltrán Remiro, Iratxe Emparán y Olivia Catalá. En la serie también participan algunas caras conocidas de Disney Channel, como Óscar Ortuño (C.R.A.K.S) o del entretenimiento y la ficción española como Sara Escudero (Zapeando, Cero en Historia) o Leandro Rivera (Gym Tony).
La primera temporada, que consta de 20 capítulos, se estrenó el 28 de septiembre de 2019 en España y el 9 de diciembre del mismo año en Italia.

## Sinopsis
Noa, una chica criada en la Antártida cuyo sueño es ser un as del deporte, se acaba de colar en las pruebas de la academia ESKA, donde sólo aceptan a los mejores skaters del mundo. Pero nuestra amiga tiene un serio problema; en la Antártida solo había nieve y ella jamás ha subido a una tabla de skate. Ella es muy entusiasta pero tiene un talento dudoso, por lo que las cosas están a punto de ponerse complicadas. ¿Conseguirá Noa ser aceptada en la academia ESKA?

## Una ambiciosa producción
Flipante Noa es la producción de Disney Channel España más ambiciosa realizada hasta la fecha. Y es que los datos que maneja la producción lo reflejan:
- Se realizó un casting entre más de 200 niños de toda España para encontrar a su protagonista.
- La producción ha contado con más de 300 niños como extras.
- Para la grabación de la serie se construyó expresamente un skate park con saltos y gradas de público como parte de la escuela ESKA.
- Además, 10 especialistas en escenas de acción participaron en las escenas de skate y BMX como dobles de los chavales.
- Cada día, el equipo de producción tuvo una ambulancia totalmente equipada a las puertas del skate park. Afortunadamente no fue necesario su uso.
- La serie cuenta con un personaje totalmente animado, el pingüino KEV, que interactúa con los actores de la serie.

## Reparto

### Niños
- Virginia Cárdenas - Noa
- Diego Poch - Charly
- Carla Scirpo - Raquel
- Beltrán Remiro - Lucas
- Iratxe Emparán - Ruby
- Olivia Catalá - Minerva
- Óscar Ortuño - Joel
- Manuel Baldé - Bruno

### Adultos
- Sara Escudero - Theresa
- Octavi Pujades - Julius (#1)
- Leandro Rivera - Julius (#2)
- Raúl Cano - Matías

## Promoción
El primer adelanto fue publicado el 5 de agosto de 2019 por Disney Channel España en su cuenta oficial de Youtube.